# 维蒂赛姆
维蒂赛姆（法語：Wittisheim，法語發音：[vitisaim]）是法国下莱茵省的一个市镇，位于该省东南部，属于塞莱斯塔-埃尔什泰因区。

## 地理
维蒂赛姆（48°15'49"N, 7°35'18"E）面积11.47 平方千米，位于法国大東部大區下莱茵省，该省份为法国大陆部分最东部的省份，是阿尔萨斯的一部分，今与上莱茵省组成了阿尔萨斯欧洲集体，其南至上莱茵省，西南接孚日省和默尔特-摩泽尔省，西接摩泽尔省，北与德国接壤，东侧沿莱茵河与德国相望。
与维蒂赛姆接壤的市镇（或旧市镇、城区）包括：宾德奈姆、巴尔德奈姆、迪博尔赛姆、伊尔瑟奈姆、米特索尔茨、什沃布赛姆、孙杜斯。
维蒂赛姆的时区为UTC+01:00、UTC+02:00（夏令时）。

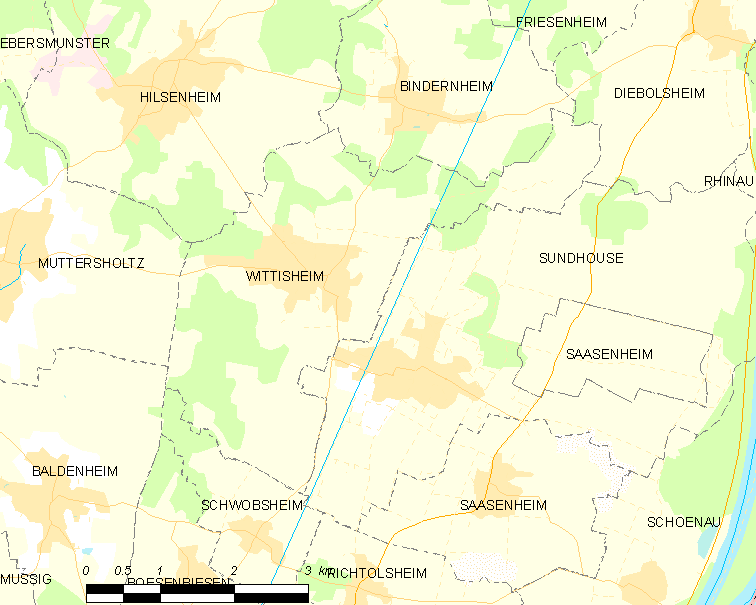
维蒂赛姆的OSM定位图

## 行政
维蒂赛姆的邮政编码为67820，INSEE市镇编码为67547。

## 政治
维蒂赛姆所属的省级选区为塞莱斯塔县。

## 人口

1962-2008年间维蒂赛姆人口变化图示

维蒂赛姆于2022年1月1日时的人口数量为2086人。